# 金鏞
金鏞（김용，？—1363年），安城人，高丽后期官员、武将。

## 生平
他性格陰險詭詐，善用機謀，猜忌刻薄。恭愍王以高丽王子身份入元朝當宿衛時，金鏞侍從有功，屢次升遷至大護軍。1351年，恭愍王即位後，授任他為鷹揚軍上護軍，又上奏讓他擔任行省員外郎。元朝丞相脫脫派使者告誡恭愍王不要重用小人干預政事，趙日新當時任知申事，崔德林攔住使者，稱金鏞、承旨柳淑、金得培等人在朝中掌權。使者稟告恭愍王後，罷免了柳淑、金得培，而金鏞正受寵信，得以留任。
當時征东行省官員多在州郡徵斂財物，宣使嚴淑到永州河陽收取公田稅，又額外徵收綜布六百匹，通過驛站送往京城。恭愍王聽說後，召來金鏞責問：“行省屬吏外出搜刮，禁令已頒佈很久，為何違法擾民？”將嚴淑下獄交巡軍處置，不久釋放。1352年，記錄金鏞侍從的功勞為一等，賜給他土田奴婢，任命為密直副使，賜號“輸忠奮義功臣”。
趙日新作亂，進犯行宮，殺死很多宿衛。金鏞當晚在宮內當值，獨自倖免，又未抵抗賊人，議論紛紛，恭愍王也懷疑他，將他杖責後流放海島。1354年，元朝討伐張士誠，派使者招募名將，恭愍王封金鏞為安城君，派他前往。第二年金鏞東還，被任命為知都僉議司事。金鏞與鄭世雲、洪義和贊成事金普爭權。恰逢金普母親去世，金鏞等人秘密指示行省都事崔介上書，請求令百官為父母守三年喪。金鏞等人偽造圣旨，將奏書下發都評議司，逼迫施行。恭愍王悉知實情後，將金鏞流放濟州，並廢除三年喪制。1356年，又召他回來任命為僉議評理，不久，改任中書門下侍郎、平章事。判密直辛貴被贬在外，妻子康氏獨居，很多大臣與她私通，金鏞也與她有染。辛貴母親向御史臺控告，審訊時，金鏞因受寵信獨自免罪。金鏞擔任巡軍萬戶時，招集近千無賴隸屬巡軍，經常隨身護衛。八關會時，元朝侍衛忽赤與巡軍分隊扈衛，兩隊因爭路發生衝突，巡軍毆打忽赤將軍。忽赤向恭愍王訴告，恭愍王置之不理。
金鏞一向與鄭世雲爭寵。1362年，當鄭世雲與安祐、金得培、李芳實平定红巾军時，金鏞偽造圣旨，密令安祐等人殺死鄭世雲，又以殺鄭世雲的罪狀殺死安祐等人。後金鏞改任贊成事。當初楊廣諸州及水原府向红巾军投降，朝廷將水原府降為郡，削除其四部曲，隸屬安城。此時金鏞收受水原人賄賂，又將水原復升為府，歸還其部曲。金鏞曾遇到諫議大夫金漢龍，說：“祝賀您即將拜官奉翊！”金漢龍高興地叩頭致謝。
1363年，金鏞派金守、曹連等五十餘人，夜間來到行宮所在的興王寺，殺死守門人後直入，相互稱呼為宰臣，假稱奉国王旨意，殺死侍衛金漢龍、僉議評理王梓、文睿府左司尹金台、權宦姜元吉及七八名衛士，直撲寢殿。宦者李剛達背著恭愍王藏到太后密室。谋反者進入寢殿，見宦者安都赤正代替恭愍王臥床，便殺了他，然後歡呼萬歲。事後得知恭愍王還活著，便假裝對眾人說：“切勿驚動聖駕！”派四十餘黨羽監管宮內事務，催促膳夫進膳，想讓恭愍王不疑後出來。其黨羽入城殺留都宰相，此時諸相因為在妙蓮寺為國祈福，聽聞變故，準備到巡軍處集兵討賊，而賊人先頭騎兵已到妙蓮洞口，政丞柳濯等人棄馬從小路逃到巡軍營。金鏞獨自未去妙蓮寺，先到巡軍處集眾，揚言討賊，對諸相說：“諸公率此兵先去行在，我也收攏散卒隨後趕到。”柳濯懷疑金鏞有異心，留下觀望。金鏞與門客、巡軍提控華之元等人，凡是抓到賊人，不審訊就殺掉滅口。叛亂平定後，高丽朝廷以討賊之功將金鏞記功為一等。
當時廉悌臣剛拜任政丞，宰樞等人前往祝賀，金鏞擺酒，對廉悌臣說：“三患已去，為何還不高興？”沒人知道他指什麼。有人說洪彥博之死是一患去，賊黨被殲是二患去，此後百姓無憂是三患去；也有人說“三患”指洪彥博、鄭世雲、三元帥，洪彥博以勳戚身份任首相，金鏞雖掌權卻不能獨斷，所以這樣說。興王寺賊黨被捕者有九十餘人，金鏞一概不審訊，人們都懷疑他。恭愍王召見金鏞說：“本想將你交巡軍審問，但念及前功，姑且從輕發落。”當即將他流放密城郡，令巡軍提控表德麟押解，又將其黨羽之元及大護軍高等人流放外地。自此月初月末，天空無光，無雲卻陰沉，等金鏞離去後，天氣才轉晴。
不久，朝廷派大護軍林堅味、護軍金斗將金鏞逮捕，與按廉李寶林一同審訊。金鏞說：“我八年內三次為宰，無欲不遂，豈有犯上之心？只是想除去洪侍中而已。”林堅味等人質問：“為何殺安都赤？”金鏞無話可答，最終被肢解示眾，屍體運往各道巡展，首級懸掛市中，家產被抄沒，親屬被斬，黨羽十餘人被殺，數十人被杖責流放。
金斗初到密城時，在樓下叩拜，金鏞顛倒著下樓迎接，自覺罪重，見到金斗時驚魂未定。在樓上飲酒時，他還不知金斗是何人，酒過三巡才醒悟，說：“您是金將軍？”金鏞被殺後，恭愍王追念不已，為之落淚，連嘆：“今後可依靠誰？”命令巡軍不再追究金鏞黨羽。